# Rjaschsk
Rjaschsk (russisch Ряжск) ist eine Stadt in der Oblast Rjasan (Russland) mit 21.674 Einwohnern (Stand 14. Oktober 2010).

## Geografie
Die Stadt liegt am Nordwestrand  der Oka-Don-Ebene etwa 120 km südwestlich der Oblasthauptstadt Rjasan an der Chupta, einem rechten Nebenfluss der Ranowa im Flusssystem der Wolga.
Rjaschsk ist Verwaltungszentrum des gleichnamigen Rajons.

## Geschichte

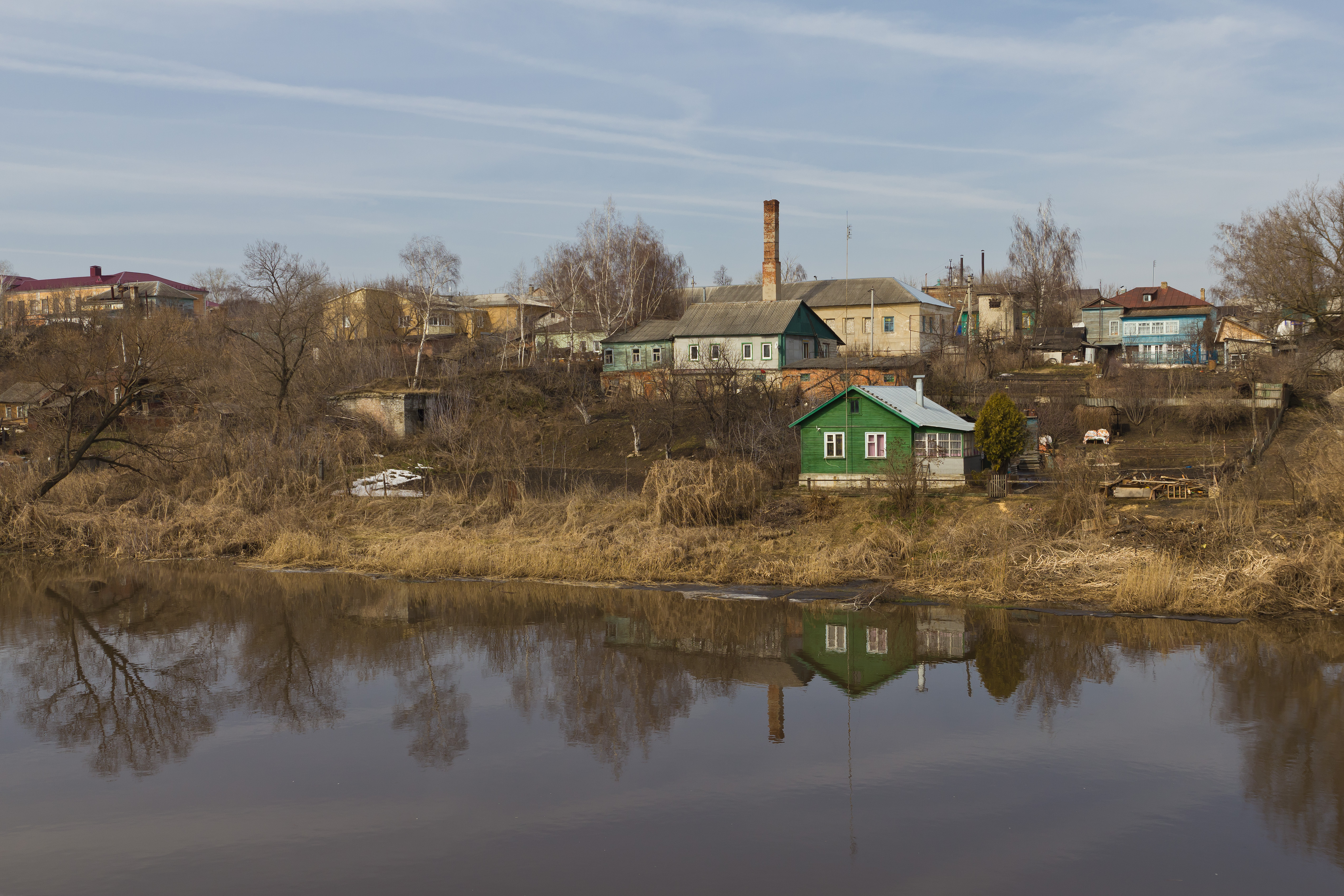
Aussicht auf die Chupta und Rjaschsk

Der Ort wurde erstmals 1502 unter dem Namen Rjassk urkundlich erwähnt. Es handelte sich um eine befestigte Siedlung, welche die Landverbindung (Wolok) zwischen den Flüssen Chupta (Becken der Oka) und Stanowaja Rjassa (Becken des Don) kontrollierte. Im 16. und 17. Jahrhundert waren auch die Bezeichnungen Rjaskoi und Rjaskow anzutreffen. In dieser Zeit gehörte der Ort zu den Befestigungen entlang der damaligen Südostgrenze des Russischen Reiches.
1778 wurde das Stadtrecht als Verwaltungszentrum eines Kreises (Ujesds) in Gouvernement Rjasan verliehen.
Um 1870 wurde die Stadt zu einem wichtigen Eisenbahnknotenpunkt. Die Siedlung bei der Bahnstation, etwa drei Kilometer östlich des alten Stadtzentrums gelegen, wurde 1927 als Siedlung städtischen Typs mit Namen Noworjaschski, später auch Nowo-Rjaschsk („Neu-Rjaschsk“) ausgegliedert, 1962 jedoch wieder eingemeindet.

### Bevölkerungsentwicklung
| Jahr | Einwohner | Bemerkungen                               |
| ---- | --------- | ----------------------------------------- |
| 1897 | 14.835    |                                           |
| 1926 | 16.200    |                                           |
| 1939 | 10.566    | davon Rjaschsk 5.505, Nowo-Rjaschsk 5.061 |
| 1959 | 14.768    | davon Rjaschsk 7.414, Nowo-Rjaschsk 7.354 |
| 1970 | 25.425    |                                           |
| 1979 | 25.250    |                                           |
| 1989 | 27.217    |                                           |
| 2002 | 22.850    |                                           |
| 2010 | 21.647    |                                           |

Anmerkung: Volkszählungsdaten (1926 gerundet)

## Kultur und Sehenswürdigkeiten
Die Stadt besitzt ein Heimatmuseum.
Im neun Kilometer entfernten Dorf Bolschaja Aleschnja des Rajons Rjaschsk liegt der ehemalige Landsitz der Adelsfamilie Kikin-Jermolow mit der Gottesmutter-Geburts-Kirche (Рождественская церковь/Roschdestwenskaja zerkow) von 1805.
Im 35 Kilometer entfernten Saborowo (auch Spasskoje) befindet sich der ehemalige Landsitz des Generals Michail Skobelew (1843–1882), Held des Russisch-Osmanischen Krieges 1877–1878 sowie der russischen Eroberung Turkestans, welcher in der dortigen Erlöserkirche (Спасская церковь/Spasskaja zerkow) von 1764 begraben ist.
Rjaschsk ist der Geburtsort des Schauspielers und Synchronsprechers Boris Nowikow (1925–1997).

## Wirtschaft und Infrastruktur
In Rjaschsk gibt es Betriebe der Lebensmittelindustrie sowie eine Wertpapierdruckerei.
Die Stadt ist ein bedeutender Eisenbahnknotenpunkt. Hier kreuzen sich die Strecken Moskau (Pawelezer Bahnhof)– bzw. Smolensk–Tula-Rjaschsk-Pensa (Station Rjaschsk I) und Moskau (Kasaner Bahnhof)–Rjasan–Woronesch bzw. –Tambow–Saratow (Station Rjaschsk II; Streckenkilometer 313).
Durch Rjaschsk führt die Regionalstraße R126 Rjasan–Dankow–Jefremow.